# 富山県立雄峰高等学校
富山県立雄峰高等学校（とやまけんりつ ゆうほうこうとうがっこう、英: Toyama Prefectural Yuho High School）は、富山県富山市神通町にある公立の高等学校。

## 概要
昼間単位制、夜間単位制、通信制、高卒生向けの専攻科の4学科が設置されている。

通信制には、普通科の他に生活文化科と衛生看護科が設置されている。

専攻科には、厚生労働省指定の調理師養成施設である調理師養成課程がある。
かつては生地（黒部市）・南砺（東礪波郡福野町・現在の南砺市）・大沢野（上新川郡大沢野町・現在の富山市）に分校が所在していたが、現在は全て閉校している。

## 設置学科
- 定時制（昼間単位制Ⅰ部）
  - 普通科
  - 生活文化科
- 定時制（昼間単位制Ⅱ部）
  - 普通科
- 定時制（夜間単位制）
  - 普通科
  - 情報ビジネス科
- 通信制
  - 普通科
  - 衛生看護科
- 専攻科（高校課程卒業後2年間）
  - 生活科学科（調理師養成課程）

## 沿革
- 1929年（昭和4年）5月25日 - 私立富山中等夜学学校開校。
- 1937年（昭和12年）4月1日 - 県立に移管され、富山県立富山夜間中学として創立（富山県立神通中学校に併設）。
- 1943年（昭和18年）4月1日 - 校名を富山県立雄峰中学校に改称。
- 1948年（昭和23年）4月1日 - 現校名である富山県立雄峰高等学校（夜間定時制）に改称（富山県立富山中部高等学校に併設）。
- 1953年（昭和28年）4月1日 - 通信教育併設（呉東・呉西地区統合）。
- 1958年（昭和33年）4月15日 - 完全給食実施（夜間定時制）。
- 1959年（昭和34年）4月1日 - 集団学級設置（通信制）。
- 1964年（昭和39年）10月8日 - 新校舎の起工式[3]。
- 1966年（昭和41年）3月26日 - 富山市赤江町1-45の独立新校舎に移転。
- 1967年（昭和42年）2月26日 - 校舎新築落成式。
- 1968年（昭和43年）4月1日 - 昼間定時制設置。
- 1969年（昭和44年）4月1日 - 通信制集団学級を通信制集団学級と昼間定時制教場に再編成。
- 1970年（昭和45年）4月1日 - 夜間定時制・昼間定時制・通信制の3課程に改編。吉田教場を生地分校に改称昇格。
- 1973年（昭和48年）
  - 3月20日 - 増築校舎（各技場、食堂、家庭経営保育実習室、商業実習室）竣工。
  - 10月1日 - 専攻科「保育科」設置。
- 1974年（昭和49年）4月1日 - 南砺分校設置（砺波地区定通課程統廃合）。
- 1983年（昭和58年）4月1日 - 大沢野分校校舎独立。
- 1985年（昭和60年）4月1日 - 専攻科「保育科」を「生活科学科」に学科改編。
- 1986年（昭和61年）4月1日 - 聴講制度開講（夜間定時制）。
- 1989年（平成元年）4月1日 - 昼間定時制に普通科設置（決定は1月27日[2]）。
- 1990年（平成2年）3月31日 - 生地分校閉校。
- 1991年（平成3年）4月1日 - 専攻科に調理養成課程設置。
- 1992年（平成4年）4月1日 - 昼間定時制に単位制導入。
- 1993年（平成5年）10月12日 - 管理教室棟外壁・窓枠改修。
- 1996年（平成8年）
  - 2月19日 - 校内リフレッシュ工事（本館棟・格技場内部改修）。
  - 4月1日 -昼間定時制家政科・通信制家政科を生活文化科に学科改編。
- 1997年（平成9年）11月3日 - 富山県教育功労優良学校表彰。
- 1998年（平成10年）4月1日 - 夜間定時制に単位制導入。
- 1999年（平成11年）10月21日 - 日本赤十字社金色有功章受章。
- 2001年（平成13年）4月1日 - 昼間単位制普通科にⅡ部制導入、定時制課程Ⅲ部制成立。
- 2003年（平成15年）3月31日 - 大沢野分校閉校。
- 2004年（平成16年）
  - 3月31日 - 南砺分校閉校。
  - 4月1日 - 通信制に単位制導入。
- 2011年（平成23年）12月13日 - 移転新校舎起工。
- 2012年（平成24年）3月31日 - 専攻科保育コース廃止。
- 2013年（平成25年）
  - 4月1日 - 現在地の新校舎に移転。
  - 4月6日 - 新校舎竣工式・県民生涯学習カレッジ富山地区センター開所式挙行。
- 2014年（平成26年）8月4日 - グラウンド改修。
- 2017年（平成29年）3月31日 - 通信制生活文化科廃止。
- 2020年（令和2年）4月24日 - 普通教室全室にエアコン設置。

## 部活動
※（昼）昼間単位制、（夜）夜間単位制、（通）通信制
- 運動部 - 陸上競技（昼・夜・通）、バスケットボール（昼・夜・通）、バレーボール（昼・夜）、バドミントン（昼・夜・通）、卓球（昼・夜・通）、軟式野球（昼・夜・通）、柔道（昼・夜・通）、剣道（昼・通）
- 文化部 - 写真（昼）、美術・イラスト（昼）、写真・美術イラスト（夜）、演劇（昼）、茶道（昼）、英会話（昼）、日本音楽（昼）、ビジネス実践（夜）、新聞（夜）、軽音楽（夜）、生活研究（通）、文化研究（通）
- 同好会 - 家庭（昼）、囲碁・将棋（昼）、ダンス（昼）、ゴスペル（夜）

## 校歌
作詞：山森利栄、作曲：渡辺賢之

## アクセス
- JR富山駅（南口） 徒歩約9分